# Claudiu Târziu
Claudiu-Richard Târziu (ur. 20 lutego 1973 w Bacău) – rumuński polityk i dziennikarz, senator, współzałożyciel i współprzewodniczący Sojuszu na rzecz Jedności Rumunów (AUR), poseł do Parlamentu Europejskiego X kadencji.

## Życiorys
Absolwent szkoły średniej w rodzinnej miejscowości (1991). W latach 1994–1999 studiował na wydziale prawa prywatnej uczelni Universitatea Mihai Eminescu, a od 2002 do 2007 kształcił się w SNSPA w Bukareszcie. Od 1992 zawodowo związany z dziennikarstwem, był m.in. lokalnym korespondentem dziennika „Evenimentul Zilei”, zastępcą redaktora naczelnego lub redaktorem naczelnym różnych gazet i czasopism w Bacău. W latach 2001–2002 kierował działem śledczym dziennika „Cotidianul”, przez kilkanaście lat publikował w tygodniku „Formula AS”.
W 2002 objął funkcję redaktora naczelnego chrześcijańskiego miesięcznika „Rost”, na którego łamach publikowano teksty pozytywnie oceniające działalność przywódców Żelaznej Gwardii. W 2012 Claudiu Târziu został dyrektorem ds. marketingu w wydawnictwie Cosânzeana Edit Pres, a w 2013 dyrektorem wydawnictwa Rost. Działacz prawosławnych organizacji chrześcijańskich, w 2008 był współzałożycielem Forului Ortodox Român. W 2005 stanął na czele stowarzyszenia „Rost”, reprezentował je w ruchu „Coaliția pentru Familie”, promującym konserwatywne wartości rodzinne.
Zaangażował się w działalność polityczną w ramach prawicowej partii pod nazwą Sojusz na rzecz Jedności Rumunów. Do 2022 pełnił funkcję współprzewodniczącego (obok George’a Simiona), następnie został przewodniczącym jego rady zarządzającej.
Sojusz w wyborach w 2020 przekroczył próg wyborczy i uzyskał parlamentarną reprezentację, co zostało określone jako zaskoczenie. Claudiu Târziu został wówczas wybrany w skład Senatu. W wyborach w 2024 uzyskał mandat posła do Parlamentu Europejskiego X kadencji. W tym samym roku został też ponownie wybrany do Senatu (jednak zrezygnował z objęcia tego mandatu).